# 久米 (所沢市)
久米（くめ）は、埼玉県所沢市の大字。郵便番号359-1131。

## 地理
所沢市中南部に位置する。北で星の宮・南住吉、東で北秋津、南東で東京都東村山市久米川町、南で松が丘、西で荒幡・北西で山口と隣接する。また北東側に飛地を持ち、北でくすのき台、東から南にかけて北秋津、西で東住吉と隣接する。西南部の鳩峯公園周辺は狭山丘陵の一部となっており、ナショナル・トラストによる『トトロの森2号地』など、豊かな自然が広がる。

### 河川
- 柳瀬川 - 勢揃橋が架かる。
- 大谷川 - 柳瀬川支流。
- 境川 - 柳瀬川支流。

### 湖沼
- 弁財池 - 永源寺境内にあたる。

### 地価
住宅地の地価は、2015年（平成27年）1月1日の公示地価によれば、久米字東1450番17の地点で14万6000円/m2となっている。

## 歴史
吾妻村が所沢町と合併した1943年（昭和18年）頃の大字久米は、現在の南住吉・東住吉・西住吉・星の宮・松が丘・くすのき台・金山町の一部を含む広大な範囲だったが、1965年から1993年にかけて町名変更や住居表示の実施により、少なからぬ部分が失われている。

### 地名の由来
かつて久米某と名乗るものがこの地に居住したためとされる。

### 沿革
- 1889年（明治22年）4月1日 - 町村制施行に伴い、所沢町が入間郡久米村の一部（字金山）、上新井村の一部（字本宿）を編入・所沢町の一部（字開発・字稲荷久保）を分離のうえ単独で町制を施行。字金山が所沢町大字久米となる[7][5]。この頃の人口331人[7]。同時に入間郡久米村の残余が単独で村制を施行。人口751人[5]。大字は持たなかった[5]。北秋津村、荒幡村と町村組合を結成し、吾妻組合村となる。
- 1943年（昭和18年）4月1日 - 所沢町が吾妻村・小手指村・富岡村・山口村・松井村と合併し、改めて所沢町が発足。（旧）所沢町大字久米と1891年（明治24年）5月1日に合併によって吾妻村大字久米となった旧・入間郡久米村が統合されて（新）所沢町大字久米となる[5]。
- 1950年（昭和25年）11月3日 - 所沢町が市制施行して所沢市となる。
- 1965年（昭和40年）4月1日 - 住居表示実施に伴う町名変更より、一部が西所沢の一部となる。
- 1966年（昭和41年）4月1日 - 住居表示実施に伴う町名変更により、一部が星の宮の一部となる。
- 1967年（昭和42年）4月1日 - 住居表示実施に伴う町名変更により、一部から東住吉・西住吉・南住吉を新設。
- 1968年（昭和43年）8月1日 - 住居表示実施に伴う町名変更により、一部が日吉町の一部となる。
- 1986年（昭和61年）11月2日 - 区画整理実施により、北東部がくすのき台一丁目の一部となる。
- 1993年（平成5年）10月15日 - 町名・地番変更実施により、南西部に松が丘が起立。

## 世帯数と人口
2017年（平成29年）9月30日現在の世帯数と人口は以下の通りである。
| 大字 | 世帯数    | 人口     |
| ---- | --------- | -------- |
| 久米 | 4,622世帯 | 10,269人 |

## 小・中学校の学区
市立小・中学校に通う場合、学区は以下の通りとなる。
| 番地         | 小学校               | 中学校             |
| ------------ | -------------------- | ------------------ |
| 485〜622番地 | 所沢市立北秋津小学校 | 所沢市立南陵中学校 |
| その他       | 所沢市立南小学校     | 所沢市立南陵中学校 |

## 交通

### 鉄道
西武新宿線・西武池袋線が通るが、駅は設置されていない。所沢駅が最寄り駅となる。

### バス
- 西武バス
  - 西武新宿線・西武池袋線所沢駅より西武園駅行きバス
    - 吾妻-久米境-勢揃橋下車
      - 地区内にバス停はない。

### タクシー
- 西武ハイヤー所沢営業所
- 西武ハイヤー・所沢交通 共同無線配車センター

## 施設
- 所沢市立南陵中学校
- 埼玉県立所沢高等学校
- 国際航空専門学校
- 久米郵便局
- 久米水天宮
- 鳩峯八幡神社 - 鎌倉時代末期の1333年、武将の新田義貞が立ち寄った際に身に着けていた兜をかけたと伝えられる「兜掛けの松」がある。
- 鳩峯公園
- 吾妻公民館
- 所沢市役所出張所
  - 所沢市立図書館吾妻分館
- トトロの森2号地
- 長久寺 - 時宗の仏教寺院。
- 永源寺 - 曹洞宗の仏教寺院。開基・大石信重の墓所は所沢市指定文化財[9]。
- 佛眼寺 - 真言宗豊山派の仏教寺院。鳩峯八幡神社（鳩峰八幡神社、久米村八幡社）の別当寺。
- 所沢郷土美術館
- 所沢中央自動車学校